# Décès en décembre 1995
Décès
- 1991
- 1992
- 1993
- 1994
- 1995
- 1996
- 1997
- 1998
- 1999

Pour une information complémentaire, voir la page d'aide.

| Date         | Nom                                            | Activités                                                        | Âge      | Source |
| ------------ | ---------------------------------------------- | ---------------------------------------------------------------- | -------- | ------ |
| 1er décembre | Luigi Giacobbe                                 | coureur cycliste italien                                         | 88       |        |
| 2 décembre   | Robertson William Davies                       | écrivain, journaliste, professeur canadien                       | 82       |        |
| 5 décembre   | Lisa McPherson                                 | scientologue américaine                                          | 36       |        |
| 5 décembre   | Jacques Despierre                              | peintre français                                                 | 83       |        |
| 6 décembre   | Luis Regueiro                                  | Footballeur international espagnol                               | 87       |        |
| 6 décembre   | Mario Vicini                                   | coureur cycliste italien                                         | 82       |        |
| 7 décembre   | Matar Muhammad                                 | Joueur de buzuq libanais                                         | 55 ou 56 |        |
| 8 décembre   | Marcel Pascal                                  | Joueur et entraîneur de football français                        | 70       |        |
| 9 décembre   | Vivian Blaine                                  | Actrice et chanteuse américaine.                                 | 74       |        |
| 11 décembre  | Jean Barrère                                   | Acteur français.                                                 | 74       |        |
| 12 décembre  | Caroline-Mathilde de Danemark                  | Princesse de Danemark                                            | 83       |        |
| 19 décembre  | François Herr                                  | Peintre et architecte français.                                  | 86       |        |
| 19 décembre  | Jules Mathé                                    | Footballeur international français.                              | 80       |        |
| 20 décembre  | Claude Le Hénaff                               | officier de la France libre, compagnon de la Libération, général | 73       |        |
| 22 décembre  | Butterfly McQueen                              | Actrice américaine.                                              | 84       |        |
| 23 décembre  | René Jutras                                    | Homme politique canadien.                                        | 82       | (en)   |
| 23 décembre  | Patric Knowles                                 | Acteur anglais.                                                  | 84       | (en)   |
| 25 décembre  | Dean Martin                                    | Chanteur et acteur américain d'origine italienne.                | 78       |        |
| 28 décembre  | Michel Michelet (né Mikhaïl Isaakovitch Levin) | Compositeur d'origine russe.                                     | 101      |        |
| 28 décembre  | Edmond Boissonnet                              | Plasticien français                                              | 89       |        |